# Limax montanus
Limax montanus ist eine Nacktschnecken-Art aus der Familie der Schnegel (Limacidae), die zu den Landlungenschnecken (Stylommatophora) gehört. Sie ist vermutlich endemisch in den Südalpen.

## Merkmale
Limax montanus wird ausgestreckt 9 bis 10 Zentimeter lang, sehr große Exemplare auch ausnahmsweise 13 bis 15 cm. Die Streckung der Tiere, wenn sie herumkriechen, ist im Vergleich zu anderen Limax-Arten sehr stark. Die Bewegungen sind sehr agil. Der Rücken ist mattgrau bis oder graubraun mit undeutlichen dunkleren Flecken. Der Mantel weist wolkenartig verwachsene Flecken auf oder ist nahezu einfarbig. Bei juvenilen Exemplaren (ca. 6 bis 7 Zentimeter lang) ist auf dem Rücken eine leicht fleischfarbene Tönung zu beobachten. Die Flecken auf dem Mantelschild sind etwas deutlicher und an den Seiten sind schwache Längsbinden vorhanden. Die Fühler sind dunkler als die Rückenfarbe. Die Sohle ist einheitlich weißlich-gelb. Der Körperschleim ist farblos und nicht zäh. Die Eier sind hellweiß und ohne Kalkschale.
Im Genitalapparat ist der Penis recht kurz, meist deutlich unter der Hälfte der Körperlänge. Der Penisretraktormuskel setzt deutlich vor dem Apex des Penis an, etwa auf gleicher Position mündet der Samenleiter (Vas deferens).

### Ähnliche Arten
Der Penis von Limax montanus ist noch deutlich kürzer als der Penis des Tigerschnegels (Limax maximus) und ist damit der kürzeste Penis der bisher untersuchten großen Limax-Arten.

## Geographische Verbreitung und Lebensraum
Dir Art ist bisher nur von Razzes (Marktgemeinde Kastelruth, Provinz Bozen, Region Trentino-Südtirol) am Rand der Seiser Alm und von Caldonazzo (Provinz Trentino, Region Trentino-Südtirol) bekannt geworden. Die jeweiligen Orte liegen auf ca. 1200 m bzw. 500 m über Meereshöhe. Allerdings ist der genaue Fundort und die genaue Höhe in den Arbeiten nicht angegeben. Sie liegen sicher höher, da die genannten Gemeinden sehr große Höhenunterschiede aufweisen, und die Siedlungen selber im Tal liegen. Die Tiere wurden unter Steinen und in Totholz gefunden.

## Lebensweise
Über die Lebensweise im Biotop ist wenig bekannt. In der Gefangenschaft wurden sie mit Gurken und Möhren gefüttert. Ulrich Gerhardt konnte so das Kopulationsverhalten dokumentieren. Die drei beobachteten Kopulationen fanden im Juli statt, im August konnten keine mehr beobachtet werden. Ob dies im Biotop auch der Fall ist, müssen Freilandbeobachtungen zeigen. Die Tiere sind fast ausschließlich nachtaktiv, die Kopulationen fanden meist nachts statt, selten auch tagsüber (zumindest in Gefangenschaft).
Die Kopulation i. w. S. beginnt mit der Verfolgung eines Tieres durch ein anderes Tier, das der Schwanzspitze des vorderen Tieres folgt. Nach etwa 10 Minuten bis zu einer Stunde Verfolgung biegt das vordere Tier nach rechts ein und es wird ein Kreis gebildet, meist an einer senkrechten Fläche und in einiger Höhe über dem Erdboden. Die beiden Partner kriechen noch eine Weile rasch im Kreise, jeweils mit dem Mund an der Schwanzspitze, verringern dann aber etwas die Streckung; sie werden deutlich kürzer und dicker. Dann richten sich die Oberkörper etwas auf, die nun pendelnde, horizontale Bewegungen ausführen. Nur wenige Minuten später beginnt bereits die Umwicklung der Tiere. Diese ist zunächst mehrfach, wird aber später wieder lockerer. Sie bleiben mit den Schwanzspitzen am Untergrund angeheftet. Es wird kein Schleimsegel oder Schleimfaden gebildet. Sobald die Tiere die Begattungsposition eingenommen haben, mit dem Kopf nach unten und angenäherten Köpfen, stülpen sich die kurzen und dicken Penes sehr schnell in Sekunden auf etwa 3 cm Länge aus. Sie umwickeln sich sofort noch während des Ausstülpens zu einer 3 cm langen und etwa 1 cm dicken, sich drehenden Doppelspirale. Die Spermapakete wandern zur Spitze des Penis. Nach bereits etwa einer Minute verkürzt sich diese Spirale auf etwa 2 cm und die Spermapakete treten aus. Die Endlappen nehmen sie auf und übertragen sie auf den jeweils anderen Penis. Danach beginnt die Verkürzung der Penes und die Trennung der Tiere. Die Penes sind innerhalb von Sekunden wieder eingezogen. Ein Nachspiel findet nicht statt. Insgesamt dauert die Kopulation i. e. S. nur etwa zwei Minuten, von der Kreisbildung bis zur Trennung weniger als zehn Minuten.
Limax montanus gehört dem Modus der Kopulation nach zum Cinereoniger-Typus. Übereinstimmend ist die Anheftung mit den Schwanzspitzen an der Unterlage, das Ausstülpen und Umwickeln der Penes, die sehr schnelle Übertragung der Spermapakete und das anschließend sehr rasche Einziehen der Penes und die relativ kurze Dauer der Kopulation (im Verhältnis zu anderen Limax-Arten; dort bis zu 19 Stunden!). Es gibt aber auch große Unterschiede. Die Penes sind sehr viel kürzer, es wird keine Tannenzapfenform der Penes nach der Übertragung der Spermapakete gebildet und die eigentliche Kopulation dauert nur zwei Minuten gegenüber 20 bis 38 Minuten bei Limax cinereoniger. Die sehr kurze Dauer der eigentlichen Kopulation erinnert sehr an die Kopulation des Bierschnegels (Limacus flavus). Die Begattung dauert bei dieser Art nur 15 bis 30 Sekunden, und Penis ist sehr kurz. Sie unterscheidet sich aber durch die unvollständige Umwicklung der Penes und die fast fehlende Wicklung der Körper während der Kopulation. Die Kopulation findet zudem auf der Erde bzw. in der Waagrechten, seltener auch an senkrechten Flächen statt.

## Taxonomie
Das Taxon wurde 1871 von Franz Leydig erstmals beschrieben. Das Typmaterial stammte aus der Nähe von „Razzes am Hauenstein“, am nördlichen Rand der Seiser Alm (Südtirol, Italien). Aufgrund der einheitlich weißen Fußsohle wurde die Art sehr bald in die Synonymie von Limax albipes gestellt, einer Art mit ebenfalls weißer Fußsohle (Artname!), die aber sehr schlecht bekannt ist. Das Typmaterial dieser Art stammt vom Château de Bonneville (= "Château d'Anières" in der Originalpublikation) in Bonneville (Département Haute-Savoie, Frankreich). Seither gibt es keine weiteren Beschreibungen von Topotyp-Material. Limax albipes wird daher zurzeit als zweifelhafte Art aufgefasst. Da durch Ulrich Gerhardt sehr detaillierte Beobachtungen zum Kopulationsverhalten vorliegen und dessen Exemplare mit L. montanus identisch sind, führt Clemens M. Brandstetter Limax montanus Leydig, 1871 wieder als eigenständige Art.
Franz Leydig beschrieb die Art 1876 dann auch von Fundplätzen nördlich der Alpen (Ramsau bei Berchtesgaden, Insel Herrenchiemsee, Tübingen und Milseberg bei Brakel). Diese Exemplare gehören jedoch nicht zu L. montanus, sondern zu Limax maximus.
Es existiert noch das jüngere Homonym Limax montanus Ingersoll, 1875, das ein jüngeres Synonym von Deroceras (Deroceras) laeve (Müller, 1774) ist.

## Belege